# Cortijo Fischer
El Cortijo Fischer, también conocido como Cortijo del Gobernador, Villa Cecilia o Cortijo de Santa Cecilia es un antiguo edificio residencial de tipología chalet-torre situado en Almería (Comunidad Autónoma de Andalucía, España), construido a finales del siglo XIX o principios del siglo XX. Hoy día es sede local del Instituto Andaluz de la Mujer.

## Historia
El edificio fue construido por Hermann Federico Fischer Winslow (22 de enero de 1848-13 de julio de 1918), miembro de una familia danesa compuesta por dieciséis hermanos y dedicada al comercio de madera. Buscando ampliar mercados, Fischer se instala en el sur de España, y en 1872 es  nombrado en Málaga cónsul de siete naciones, entre ellas Dinamarca, Alemania, Rusia, Francia e Italia. Más adelante, se afinca en Almería para continuar con su labor como cónsul danés y enriquecerse como consignatario de buques y comerciante, primero de aceite de oliva y luego de la apreciada uva de mesa de Ohanes. No en vano, la suya fue una de las primeras firmas de exportación uvera de la provincia de Almería. 
En 1882 se casa con Cecilia Johanne, su primera esposa, quien apenas seis años después, en 1888 muere tras un accidente montando a caballo. Supuestamente, la construcción de la casa comenzaría poco tiempo después para finalizar sobre el 1900. Fischer quiso que esta se pareciese a la residencia que la familia poseía en Lübeck, en Alemania, y recibiría el nombre de Villa Cecilia en claro homenaje a la difunta esposa; motivos como los rostros femeninos (supuestamente, el de Cecilia) que decoran los capiteles o las rosas (que Cecilia aparentemente adoraba) hacen referencia al carácter votivo del edificio.
El gobierno de España la compró en 1940 y en 1947 instaló en ella la residencia del gobernador civil de Almería. A partir de 1969 fue Delegación del Ministerio de Educación. Hoy día alberga la sede local del Instituto Andaluz de la Mujer. 
Entre 2008 y 2010 fue restaurado por el arquitecto Ramón de Torres.

## Descripción
Este chalet palaciego, de más de 1.200 m² y una finca de 13 ha, es quizá el mejor ejemplo de arquitectura modernista de la provincia de Almería, sin dejar de lado el historicismo burgués tradicional y el clasicismo. Hace gala de una rica ornamentación (solerías, claraboyas, vidrieras de ascendencia belga, frisos de escayola, barandillas, motivos florales, etcétera).